# Habenaria mystacina
Habenaria mystacina är en orkidéart som beskrevs av John Lindley. Habenaria mystacina ingår i släktet Habenaria och familjen orkidéer. Inga underarter finns listade i Catalogue of Life.

## Bildgalleri

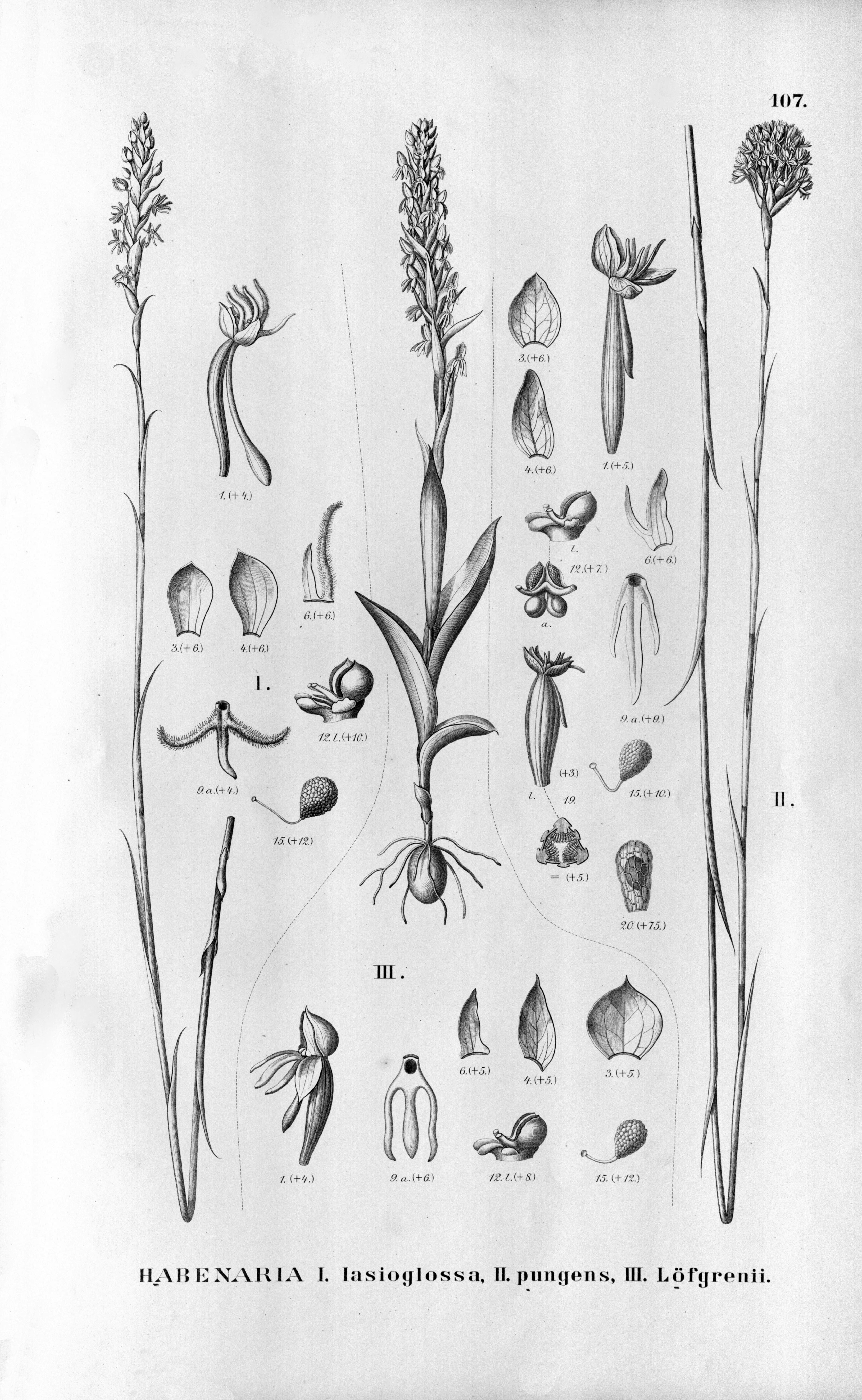